# امان‌الدین منصور
مولوی امان‌الدین منصور یک سیاستمدار طالبان اهل افغانستان است که از ۷ دسامبر ۲۰۲۱ به عنوان فرمانده کل نیروی هوایی افغانستان خدمت می‌کند. او از اوت ۲۰۲۱ تا ۷ نوامبر ۲۰۲۱ رئیس پلیس استان قندهار بود.